# فلسطينيو الولايات المتحدة الأمريكية
فلسطينيو أمريكا هم الأمريكيون من أصل فلسطيني، الذين يعيشون في الولايات المتحدة الأمريكية.

## هجرة الفلسطينيين إلى أمريكا
من غير المعروف بالضبط متى وصل أول الفلسطينيون إلى الولايات المتحدة الأمريكية، ولكن العديد من المهاجرين الفلسطينيين الأوائل كانوا من المسيحيين الذين هاجروا إلى الولايات المتحدة من المناطق الفلسطينية القريبة من جنوب سوريا في عهد الدولة العثمانية في بدايات القرن التاسع عشر، كما هاجر المزيد من الفلسطينيين إلى الولايات المتحدة نتيجة لحرب 1948 وحرب 1967 والانتفاضة.
على الرغم من حقيقة أن العديد من العرب الذين هاجروا إلى الولايات المتحدة منذ أواخر القرن التاسع عشر كانوا من المسيحيين، فإن غالبية الأميركيين الفلسطينيين يمارسون الإسلام السني على المذهب الحنفي والشافعي. غالبيّة فلسطينيي أمريكا مسيحيون ينتمون إلى الكنيسة الأرثوذكسية الشرقية، إلى جانب مع أقلية كبيرة من أتباع الكنيسة اللاتينية والملكانية. وتتبع أقليات أصغر عدداً مختلف طوائف البروتستانتية.

## الأماكن التي يعيشون فيها
استقر الفلسطينيون في مدن مثل نيويورك ولوس أنجلوس وديترويت جنباً إلى جنب مع المهاجرين العرب الآخرين مثل اللبنانيون واليمنيون، كما وتحتوي مونتيري، المكسيك على عدد كبير من الفلسطينيين المسيحيين.

## شخصيات بارزة من أصل فلسطيني
- رشيدة طليب: عضوة عن الحزب الديمقراطي في مجلس نواب ميشيغان.
- جيجي حديد وبيلا حديد : أختان وعارضتا أزياء من أب فلسطيني مسلم وأم هولندية.
- دي جي خالد: دي جي مختص في أغاني الراب والهيب هوب.
- إدوارد سعيد: أديب ومفكر.
- جون سنونو: سياسي أمريكي كوبي.
- ليندا صرصور: ناشطة حقوق الإنسان.
- أنور جيباوي: شخصية انترنت وكوميدي.
- سري إبراهيم خوري: فنان تشكيلي.
- عيسى صباغ، إعلامي.
- بشير نجم، عالِم جغرافيا ومؤرخ.
- محمد دحلة، عالِم في مجال أنظمة التحكم.
- منذر دحلة، عالِم في الهندسة الكهربائية والتحكم.
- علي نايفة، عالم في الهندسة الميكانيكية.
- منير نايفة، عالم ذرة.
- تيسير نايفة، عالم ومخترع.
- فريد السليم، مُؤرخ وعالِم سياسة.
- عبد الرزاق حبايب، عالِم هندسة إلكترونية.
- محمد القطو، عالم هندسة ميكانيك.
- ديمة القطو، عالمة صيدلة وأوبئة.
- دانية القطو، عالمة أوبئة وصيدلة.
- شوكت دلال، كاتب وحقوقي.
- بلال أيوب، عالم في الهندسة المدنية والبيئية.
- أثينا سلمان، سياسية.
- سميح فرسون، عالم اجتماع.
- سامية حلبي، فنانة تشكيليّة.
- إغناطيوس غطاس، أسقف كاثوليكي.
- إبراهيم فوال، كاتب.
- وليد زعيتر، ممثل.
- نورا عريقات، باحثة قانونية.

## تعدادهم
ووفقا للتعداد الأمريكي لعام 2000 كان هناك 72,112 شخص من أصل فلسطيني يعيشون في الولايات المتحدة، ولكن المعهد العربي الأمريكي يقدر تعداد فلسطينيي أمريكا ب252,000 شخص، في حين أن المجلس الفلسطيني الأمريكي يقدر عددهم ب179,000 في عام 1999.

## مستوى التعليم
يُعتبر فلسطينيو أمريكا من المجتمعات المتعلمة في الولايات المتحدة يُذكر أنّ 46% من فلسطيني أمريكا من حملة الشهادات الجامعيَّة.

## وصلات خارجية
- المجلس الفلسطيني الأمريكي (بالإنجليزية)
- عرب أمريكا (بالإنجليزية)
- فلسطينيو أمريكا (بالإنجليزية)